# 徐华江
徐华江（1961年8月— ），浙江余姚人，中华人民共和国政治人物。
2006年12月任中共慈溪市委副书记、代市长。2007年2月，任中共慈溪市委副书记、市长，浙江慈溪出口加工区管委会主任、党工委副书记。2011年11月，任中共慈溪市委书记。2014年2月，任宁波港集团有限公司总裁。2015年4月13日，因涉嫌严重违纪接受组织调查。其落马与2014年12月被调查的原中共慈溪市委书记洪嘉祥以及2015年1月被调查的原慈溪市人民政府副市长张定伟有关。2016年6月湖州中院以受贿罪判处有期徒刑10年。